# Éclaye
L'Éclaye (ou ruisseau d'Éclaye) est un petit ruisseau de Belgique coulant dans la commune de Beauraing.
C'est un petit cours d'eau coulant dans un vallon champêtre à l'est du village de Pondrôme, en Famenne beaurinoise. On y trouve une zone humide constituée d'étangs, roselières, magnocariçaies et mégaphorbiaies. Là où le ruisseau traverse les pâtures, ainsi que sur les fossés le long d'un chemin coupant le vallon, s'est installée une population prospère d'agrion de Mercure (Coenagrion mercuriale), une libellule inscrite comme espèce d'intérêt communautaire dans le décret Natura 2000. Sur les versants s'étendent en outre des prairies de fauche, des pelouses calcicoles mésophiles et quelques bois feuillus.
Le ruisseau d'Éclaye prend source au nord du hameau du même nom, dans les prairies situées en bordure du bois de Martouzin. Son cours s'étend à peine sur 2 km jusqu'à sa confluence avec le ruisseau de Snaye, un affluent de la Wimbe (bassin hydrographique de la Meuse).
Le vallon est peu encaissé et est orienté essentiellement nord-ouest/sud-est. Le versant droit est occupé par le hameau d'Éclaye et par des pâtures. Le flanc gauche est relativement plus accidenté et couvert de bois, pâtures et prairies de fauche.